# Agrupación Deportiva Arganda
La Agrupación Deportiva Arganda es un club de fútbol de Arganda del Rey, Madrid, España. El club fue fundado en 1964 y disputa sus partidos como local en el Estadio Municipal de Arganda, inaugurado en 1980 para reemplazar al Campo de «Las Cañas». Desde su fundación, el club ha pasado gran parte de su trayectoria en las categorías Regional y Preferente del fútbol madrileño, con esporádicas participaciones en la Tercera división en la que ha militado en ocho temporadas. En 2009, el club regresó a Tercera División después de 24 años.

## Historia
El club fue fundado por Julián Vadillo y Juanjo Pozo el 14 de febrero de 1964, pasando a formar parte de la 3ª Regional Ordinaria. En aquellos inicios el Arganda disputaba sus partidos en el Campo de las Cañas. 
Los comienzos de la entidad discurrieron por los distintos escalafones de las categorías regionales, hasta que en junio de 1974 la A.D. Arganda logró uno de sus mayores éxitos tras ascender por primera vez en su historia a Tercera División tras derrotar en la fase de ascenso al Zamora C.F., equipo de Tercera División.
El club quedó encuadrado en el Grupo II de Tercera, junto a equipos hoy históricos como el Club Atlético Osasuna, Getafe C.F., Real Unión de Irún, C. D. Logroñés o S. D. Eibar. 
El debut en la categoría se saldó con una victoria por 4-3 ante el Atlético Madrileño, filial del Atlético de Madrid. La aventura del equipo tan solo duró un año, dados sus malos resultados cosechados como visitante, dónde fue incapaz de ganar un encuentro, tan solo empatando en cuatro ocasiones. Sin embargo, como local logró victorias sonadas, dos 4-1 ante Real Unión y Béjar Industrial o 3-1 ante el Eibar.
El técnico en aquella temporada fue José Esteban de la Cita, y la plantilla fue la siguiente: Luis Mariano, Pichi, Valiela, Boyarizo, Rico, Carmona, Pinilla, Borja, Echebarría, Jorge Gil, Bajo, Martínez, Sutil, Poli, Quique, Vicioso II, Vicioso III, Ungria, Denche,Olivares, Calleja, Fernández, Barrallo, Nieto, Zurro, Castellanos y Bustamante.
Tras dos años en Regional, la A.D. Arganda regresó a Tercera División, donde se mantuvo durante cuatro temporadas consecutivas. Aquellos años sirvieron para consolidar el equipo y para que, bajo la presidencia de José de Llanos, se logrará obtener del Ayuntamiento la construcción de un nuevo estadio de fútbol, el actual Estadio Municipal de Deportes, inaugurado en 1980. 
Poco después, en la temporada 1982-83, se conseguirá nuevamente el ascenso a Tercera División, en la que los argandeños aguantaron dos temporadas en la categoría. En aquella 1983-84 el club argandeño finalizó en lo que es hasta hoy su mejor temporada en la categoría, al terminar en el puesto 14.
Tras la vuelta a Preferente en 1985, comenzaría un periodo de decadencia para el Arganda y con ella un periplo por las categorías regionales hasta la temporada 1987-88, en la que el Club desaparece debido a las numerosas deudas que acumulaba. Tras su desaparición, se formó la Unión Deportiva Arganda, que agrupaba a los equipos de barrio locales. 
Esta situación se prolongó hasta la temporada 1991-92, año en que el presidente Maximiliano López toma el mando y consigue, tras desligarse del Ayuntamiento, que el Arganda recupere su nombre original, Agrupación Deportiva Arganda, devolviéndole, así, su categoría de federado. Un año después, en la temporada 1992-93, el Arganda regresa a la categoría Preferente, donde en diferentes temporadas logró estar entre los primeros puestos de la tabla e incluso quedarse a las puertas del ascenso, como pasó en la temporada 2005-06. Finalmente, fue en la campaña 2008-09 en la que el Arganda logró el regresó a Tercera División tras consumar su campeonato de liga en Villarejo de Salvanés. Por primera vez desde que Maxi López llegara a la presidencia, el equipo alcanzaba nuevamente la Tercera.
En 2009 el Estadio Municipal de Arganda entró en un proceso de remodelación, por lo que la A.D. Arganda tuvo que disputar sus partidos tanto en el Polideportivo de La Poveda como en la nueva Ciudad del Fútbol. La entidad consiguió armar un buen conjunto en el año de su regreso, 24 años después, pero los problemas económicos que atravesó la plantilla a mediados de campaña hicieron que abandonaran el club el entrenador y varios jugadores que con él llegaron, cuando el equipo marchaba en la zona cómoda de la tabla.
En la 2012/2013 tras varios años en 1º Regional, volvieron a la categoría de Preferente, proclamándose campeones de su grupo tras un año muy bueno, con un grupo muy joven y donde destaca el capitán Javier Montes y los goleadores Adrian Martin y Josemi Cerro.
A comienzos de temporada, es habitual todos los años la disputa del tradicional Trofeo Virgen de la Soledad, que se celebra durante las fiestas de la localidad.
Uno de los jugadores más recordados y representativos de la historia del club es Jorge Gil Montero, que pasó diez temporadas en el club, entre 1970 y 1980, coincidiendo con aquella década dorada del Arganda. Otros grandes jugadores del club han sido Agustín Pérez, que estuvo doce temporadas con el Arganda y Manolito, que va a cumplir dieciocho. Ambos han rechazado ofertas de clubes de mayor categoría para seguir en el equipo de su tierra. Finalmente, también cabe destacar al delantero Poli, a Josemi Cerro, a José Manuel Méndez, al extremo Antonio Azcona y al portero Jesús Lamela.

## Uniforme
- Equipo titular: camisa roja, pantalón negro y medias negras y rojas.
- Equipo alternativo: camiseta azul, pantalón blanco y medias blancas.

## Estadio
La AD Arganda CF juega sus partidos en el Estadio Municipal de Arganda, con capacidad para 3.000 espectadores.

## Datos del club
- Temporadas en Tercera División: 8.
- Temporadas en Preferente: 23.
- Mejor puesto en la liga: 14º en la Tercera División (1983-1984).
- Web Oficial: https://www.adarganda.com/
- Twitter: @ADArgandaCF

## Temporadas
| Temporadas | División                     | Puesto                                       |
| ---------- | ---------------------------- | -------------------------------------------- |
| de 1964/65 | Regional                     | —                                            |
| a 1973/74  | Regional                     | —                                            |
| 1974/75    | 3ª                           | 20º                                          |
| 1975/76    | Regional                     | —                                            |
| 1976/77    | Regional                     | —                                            |
| 1977/78    | 3ª                           | 15º                                          |
| 1978/79    | 3ª                           | 17º                                          |
| 1979/80    | 3ª                           | 19º                                          |
| 1980/81    | 3ª                           | 18º                                          |
| 1981/82    | Regional                     | —                                            |
| 1982/83    | Regional                     | —                                            |
| 1983/84    | 3ª                           | 14º                                          |
| 1984/85    | 3ª                           | 20º                                          |
| 1985/86    | Regional                     | —                                            |
| 1986/87    | Regional                     | —                                            |
| 1987/88    | Regional                     | —                                            |
| 1988/89    | Regional                     | —                                            |
| 1989/90    | Preferente (G.2)             | 15º                                          |
| 1990/91    | Regional                     | —                                            |
| 1991/92    | Regional                     | —                                            |
| 1992/93    | Regional                     | —                                            |
| 1993/94    | Regional                     | —                                            |
| 1994/95    | Preferente (G.2)             | 9º                                           |
| 1995/96    | Preferente (G.2)             | —                                            |
| 1996/97    | Preferente (G.2)             | —                                            |
| 1997/98    | Preferente (G.2)             | 17º                                          |
| 1998/99    | 1ª Aficionados               | —                                            |
| 1999/00    | Preferente (G.2)             | 16º                                          |
| 2000/01    | 1ª Aficionados               | —                                            |
| 2001/02    | Preferente (G.2)             | 10º                                          |
| 2002/03    | Preferente (G.2)             | 5º                                           |
| 2003/04    | Preferente (G.2)             | 3º                                           |
| 2004/05    | Preferente (G.2)             | 5º                                           |
| 2005/06    | Preferente (G.2)             | 14º                                          |
| 2006/07    | Preferente (G.2)             | 5º                                           |
| 2007/08    | Preferente (G.2)             | 5º                                           |
| 2008/09    | Preferente (G.2)             | 1º                                           |
| 2009/10    | 3ª                           | 17º                                          |
| 2010/11    | Preferente (G.2)             | 15º                                          |
| 2011/12    | 1ª Aficionados               | 4º                                           |
| 2012/13    | 1ª Aficionados               | 1º                                           |
| 2013/14    | Preferente (G.2)             | 11º                                          |
| 2014/15    | Preferente (G.2)             | 11º                                          |
| 2015/16    | Preferente (G.2)             | 7º                                           |
| 2016/17    | Preferente (G.2)             | 10º                                          |
| 2017/18    | Preferente (G.2)             | 14º                                          |
| 2018/19    | Preferente (G.2)             | 8º                                           |
| 2019/20    | Preferente (G.2)             | 13º (Suspendida por la Pandemia de COVID-19) |
| 2020/21    | Preferente (G.2)             | 12º (Solo se jugó una vuelta)                |
| 2021/22    | Preferente (G.2)             | 13º                                          |
| 2022/23    | Primera de aficionados (G.3) |                                              |